# Nesticus crosbyi
Espèce
Nesticus crosbyi est une espèce d'araignées aranéomorphes de la famille des Nesticidae.

## Distribution
Cette espèce est endémique de Caroline du Nord aux États-Unis,. Elle se rencontre dans les comtés de Yancey et de Buncombe.

## Description
La femelle holotype mesure 4,75 mm.
Le mâle décrit par Hedin et Milne en 2023 mesure 3,75 mm.

## Systématique et taxinomie
Cette espèce a été décrite par Gertsch en 1984.

## Étymologie
Cette espèce est nommée en l'honneur de Cyrus Richard Crosby.

## Publication originale
- Gertsch, 1984 : « The spider family Nesticidae (Araneae) in North America, Central America, and the West Indies. » Bulletin of the Texas Memorial Museum, vol. 31, p. 1-91 (texte intégral).